# La Ruelle au clair de lune
La Ruelle au clair de lune, dont le titre pressenti était Verworrene Erinnerungen (Souvenirs confus), est une nouvelle de Stefan Zweig publiée en 1922 dans un recueil intitulé Amok. Novellen einer Leidenschaft (Amok. Nouvelles d'une passion).

## Résumé
Stefan Zweig utilise un procédé qu'il affectionne particulièrement pour nous conter La ruelle au clair de lune. Il se sert d'un narrateur qu'il affuble de certains de ses défauts. Voyageur comme lui, le personnage principal, un négociant allemand, se trouve bloqué pour la nuit dans une ville (il rate son train car le bateau accoste avec du retard) portuaire française. La fatigue du voyage maritime, la foule du bateau le poussent à cheminer au travers des ruelles de la ville jusqu'à se retrouver involontairement dans ses bas-fonds. Une mélodie allemande venue d'une maison louche l'attire au point qu'il y entre malgré lui. Un coup d'œil lui suffit pour comprendre la véritable vocation de cette maison mais, avant qu'il ne fasse un pas pour en sortir, une femme l'aborde et commande à boire pour eux deux. « À la dureté de son français », il comprend qu'elle est comme lui, allemande. 
Alors qu'il paye leurs verres pour s'échapper au plus vite de cet endroit interlope, un homme au physique usé et désavantageux fait une entrée immédiatement accueillie par de cruelles railleries de la part de la femme. Malgré lui, le narrateur assiste à une scène d'humiliation si forte qu'il partage la honte de cet homme que tout le monde moque. Sans vouloir se défendre, ce dernier accepte tout d'un air contrit : le champagne le plus cher qu'elle lui commande d'acheter, les ordres qu'elle lui donne en public qu'il exécute docilement. Traité comme un chien, l'inconnu martyrisé finit par sortir et le négociant en profite pour partir à son tour.
Soulagé d'avoir quitté ce lieu oppressant, il vagabonde parmi les ruelles insuffisamment éclairées à la recherche de son hôtel lorsqu'une voix fantomatique l'aborde. Cette ombre qui lui propose de le raccompagner n'est autre que le martyr qui lui demande de ne pas méjuger cette femme qui fut autrefois la sienne. Au contraire, il s'accuse de tout, tente de convaincre qu'elle n'a pas toujours été ainsi et que c'est uniquement sa faute si elle a changé.
Effrayé et dérangé par l'importun dont il n'a guère envie d'entendre la souffrance, le commerçant apprend dans la dernière partie de la nouvelle les circonstances de ce changement. Mieux vaut n'en rien écrire ici pour préserver l'intérêt du lecteur.

## Analyse
En dépit de ses origines aisées, Stefan Zweig aime à décrire les lieux et les mœurs les plus populaires. C'est ainsi que les premières pages du récit décrivent le monde des matelots et des bars interlopes. Comme souvent, il semble préférer la réalité brute à celle hypocrite qui a cours dans la bourgeoisie. Ainsi décrit-il ces ruelles abritant les maisons closes : « Il faut qu'elles se cachent quelque part dans un bas-fond de la grande ville, ces petites ruelles, parce qu'elles disent avec tant d'effronterie et d'insistance ce que les maisons claires aux vitres étincelantes, où habitent les gens du monde, cachent sous mille masques. »
Dans ce récit, l'auteur joue avec le lecteur en lui montrant la relativité du bien et du mal en renversant la situation dans la dernière partie. Cette femme contemptrice s'avère finalement être la victime de celui pour qui le lecteur éprouve tout d'abord de la compassion. Stefan Zweig aborde aussi l'un de ses thèmes de prédilection : non pas l'argent lui-même mais la relation que les hommes entretiennent avec lui. Le ressort de cette nouvelle tient dans tout le talent que son auteur a pour démontrer qu'une pièce de vingt francs peut briser deux vies.
Enfin, le personnage principal auquel le maître autrichien nous force à nous identifier en en faisant le narrateur plonge le lecteur dans un certain malaise lorsque celui-ci refuse son aide au malheureux et préfère la fuite alors même qu'un drame se joue peut-être, ainsi que le laisse supposer la dernière phrase du récit.

## Adaptation à la télévision
- 1988 : La Ruelle au clair de lune, de Édouard Molinaro, avec Michel Piccoli et Marthe Keller